# Donjon de Vez
Le donjon de Vez est le nom habituellement donné au château de Vez, un ancien château fort du XIVe siècle qui se dresse sur le territoire de la commune française de Vez dans le département de l'Oise. Le donjon proprement dit a été édifié entre 1390 et 1410 par Jean de Vez et sans doute son beau-frère Robert de Saint-Clair, lui-même étant resté sans descendance. Il n'a jamais appartenu à Louis d'Orléans ou à un membre de sa famille, mais Jean de Vez était son chambellan et a de toute évidence fait appel à un architecte de l'entourage royal ou ducal, vraisemblablement Jean Lenoir. Le donjon de plan pentagonal comporte quatre étages habitables, et ses seuls éléments défensifs sont ses mâchicoulis en bordure de la terrasse sommitale. Il se situe en bordure d'une vaste enceinte fortifiée, en partie contemporaine, en partie postérieure, et bâtie sur des fondations plus anciennes. En son centre, se trouvent une chapelle de la même époque que le château et la ruine du logis des années 1360-1390. Plus rien ne rappelle le premier château commencé sans doute à la fin du XIIIe siècle, et incendié sous la Grande Jacquerie en 1358. — Quand l'entrepreneur et expert-géologue Léon Dru rachète le château en 1890, il est partiellement ruiné. Il entreprend sa restauration et la mène d'une façon très radicale influencée par Eugène Viollet-le-Duc, puis décède en 1904. En cette même année, le château est classé au titre des monuments historiques par arrêté du 13 juin. Plus récemment à la fin du XXe siècle, ses propriétaires ont de nouveau restauré le château, et il sert depuis de cadre à des œuvres artistiques contemporaines : sculptures, peintures et vitraux.

## Localisation
Le château de Vez se situe au cœur de la vallée de l'Automne, sur la commune de Vez, dans le département français de l'Oise. Le château est implanté en surplomb de la vallée, au nord, et se trouve au sud de l'entrée ouest du village.

## Historique
Par interprétation très libre de l'étymologie du toponyme Vez, qui est assimilé à tort avec Valois, les historiens du XVIe au XVIIIe siècle, dont Claude Carlier, font de Vez le chef-lieu d'une principauté carolingienne puisant ses origines dans un camp romain, mais aucun indice archéologique et aucune source n'étayent ces allégations. Vez appartient aux comtes de Crépy-en-Valois depuis des temps immémorables, puis passe dans le domaine royal quand Philippe Auguste annexe le Valois en 1185. Puis pour récompenser son compagnon d'armes Raoul d'Estrées pour ses mérites à la bataille de Bouvines, le roi lui donne la totalité de son domaine de Vez, y compris le moulin, en fief. L'acte de donation ne faisant aucune mention d'un château ou d'une maison forte, il peut être considéré comme à peu près certain que la place forte n'existe pas encore. Raoul d'Estrées ou l'un de ses descendants édifient un château, qui appartient à Hector (d'Estrées) de Vez, son lointain descendant, en 1358. Selon la description fournie par son fils Jean en 1358, à la suite de la dévastation du lieu sous la Grande Jacquerie fin mai-début juin 1358, le château a dû être de dimensions généreuses et pourvu de toutes les commodités. Mais l'incendie du château occasionne de tels dommages que la seule solution paraît l'arasement total des vestiges et la reconstruction à part entière.

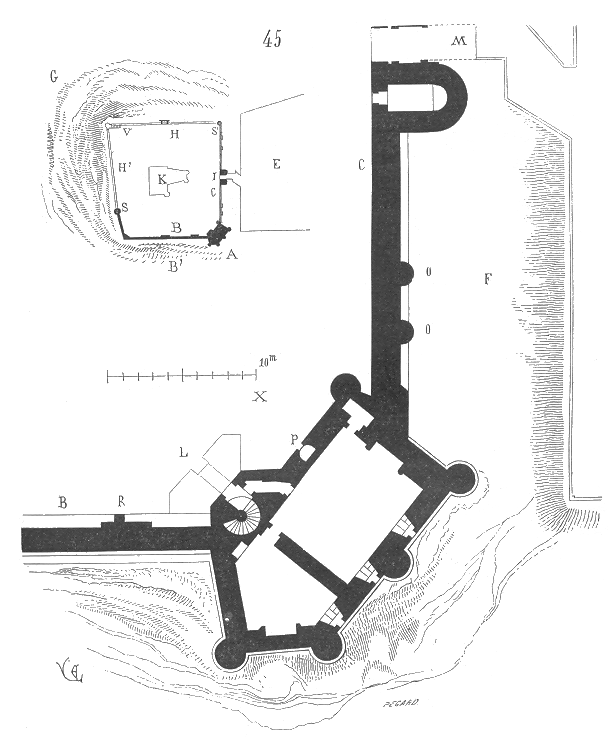
Plan du donjon de Vez.

Dès 1360, Hector de Vez entame la reconstruction du château et fait tout d'abord creuser des douves, qui faisaient donc apparemment défaut jusque-là. Son fils Jean (d'Estrées) de Vez (fl. à partir de 1370 ; † vers 1399), aussi seigneur d'Esquerdes, fait poursuivre les travaux après la mort de son père. La bâtisse issue de cette campagne de construction est l'ancien logis, depuis longtemps ruiné, situé immédiatement au sud de la chapelle. En 1393 et 1394, Louis d'Orléans, comte puis duc de Valois, laisse à son chambellan Jean de Vez (aussi chambellan du duc de Bourgogne en 1376) du bois pour une valeur de 40 francs « pour sa maison de Vez ». Mais contrairement à ce qui est souvent prétendu en recopiant auprès d'Eugène Viollet-le-Duc, le duc d'Orléans ne devient jamais propriétaire du château de Vez. Ce sont la qualité de l'architecture et le soin de l'exécution du donjon qui suggèrent que Louis d'Orléans soit le maître d'œuvre du donjon. En réalité, son édification est lancée par son chambellan Jean de Vez vers 1390, qui porte un projet ambitieux et engage de toute évidence un architecte de l'entourage royal ou ducal. Le plus probable est qu'il s'agisse de Jean Lenoir, architecte royal au bailliage de Senlis, ville relativement proche. L'ambition du projet pourrait aussi résulter de la partition de la seigneurie entre Jean et sa sœur Péronelle à une date non exactement déterminée, motivée par l'absence de descendance de Jean. Péronnelle a pris comme époux Robert de Saint-Clair (St-Clair ?), qui figure déjà en 1392 comme propriétaire de la basse-cour. Le donjon aurait donc été prévu comme résidence de Péronelle et Robert et de leur descendance, ; vers 1400, leur petite-fille nommée Jeanne se marie déjà et épouse Bernard de Châteauvillain de Thil. Péronelle vit plus longtemps que Jean et hérite de tous ses biens. Le donjon, la courtine sud-est et la chapelle sont terminés vers 1410 ; d'emblée, le donjon a une vocation à prédominance résidentielle. Le domaine reste dans la famille jusqu'en 1446, quand Bernard de Châteauvillain la vend pour le montant de 3 000 écus d'or à la suite de la mort de son épouse.
Quand l'entrepreneur et expert-géologue Léon Dru rachète le château en 1890, il est partiellement ruiné. Il entreprend sa restauration et la mène d'une façon très radicale influencée par Eugène Viollet-le-Duc, puis décède en 1904,. En cette même année, le château est classé au titre des monuments historiques par arrêté du 13 juin.
En 1988, le château est acheté par Francis Briest, commissaire-priseur parisien, qui organise dans les jardins des expositions de sculptures modernes.

## Description

### Aperçu général
Le donjon de plan pentagonal, reconstruit au XIVe siècle, se situe à l'extrémité orientale d'une enceinte de la forme d'un losange presque régulier, mesurant 70 m du nord au sud et 63 m d'est en ouest. Cette implantation correspond au point le plus proche du village de l'enceinte fortifiée. La courtine sud-est à la suite du donjon lui est contemporaine et affiche le même style ; les autres courtines sont postérieures et assez disparates. C'est la courtine nord-est qui contient en son centre la poterne flanquée de deux petites tours rondes. Au centre de l'enceinte fortifiée, se trouve une chapelle de plan hexagonal, faisant directement face à l'entrée. Derrière la chapelle et disposé perpendiculairement, se situe l'ancien corps de logis des années 1360-1380 aujourd'hui ruiné ; seulement le mur gouttereau nord-est et une large partie du mur pignon sud-est restent debout.

### Le donjon

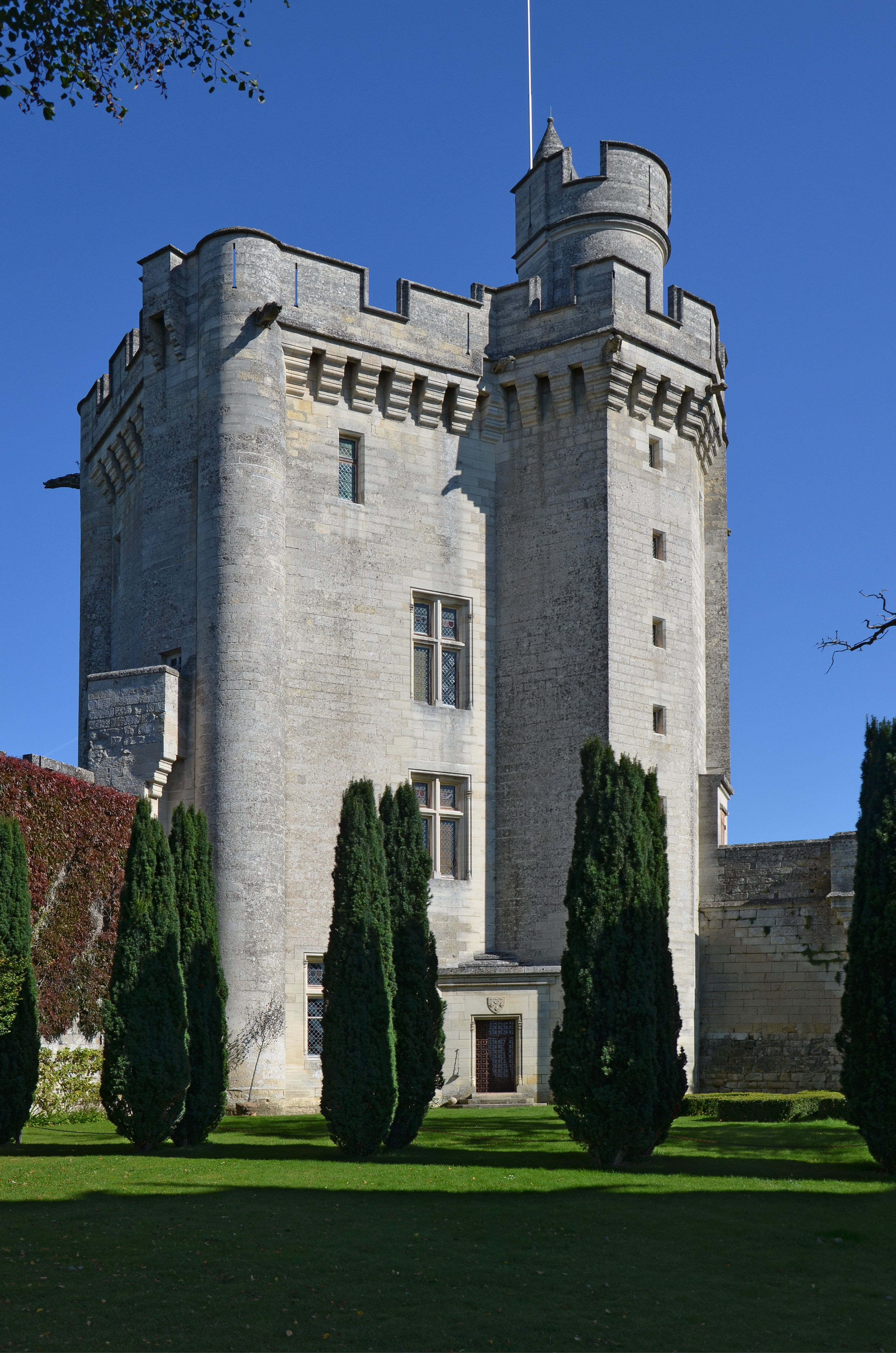
Le donjon.

Le plan du donjon se compose d'un carré auquel l'on a ajouté au sud un triangle isocèle. À son angle sud-ouest, le donjon est flanqué d'une tour d'escalier angulaire, contenant l'escalier en colimaçon. Les trois autres angles du carré et la pointe du triangle sont flanqués de tourelles circulaires pleines montant jusqu'en haut, et la face orientale du donjon regardant le village possède en son milieu une tourelle identique. Ces tourelles ont en même temps vocation de contreforts, selon un concept déjà archaïque au moment de sa construction, répandu dans l'ouest de la France au XIIe siècle et incarné au mieux par le donjon de Niort. Au sud, un conduit de latrines triple surplombe le fossé. L'emprise sur le sol atteint une longueur d'environ 17 m du nord au sud et de 8,60 m d'est en ouest, et l'édifice atteint une hauteur de 30 m environ. L'accès se fait de plain-pied depuis l'intérieur de l'enceinte, à côté de la tour d'escalier (à sa gauche en regardant le donjon depuis la cour intérieure). Il ne s'agit pas de l'accès d'origine, qui se faisait par une porte dans la tour d'escalier. Quatre étages d'habitation sont contenus à l'intérieur, séparés simplement par des planchers en bois.
Les pièces sont généreusement éclairées par des fenêtres à meneaux et croisillons agrandies pendant la restauration du début du XXe siècle, mais déjà relativement grandes dès l'origine. Pas moins de treize fenêtres regardent vers l'extérieur de l'enceinte. Tout l'intérieur de la tour a été profondément remanié et modernisé lors de la restauration, et peu d'éléments restent authentiques. Au-dessus du dernier étage se trouve aujourd'hui une terrasse, à l'origine occupée par une toiture. Le chemin de ronde prend appui sur une ceinture de mâchicoulis soigneusement moulurés avec quatre encorbellements successifs et un larmier, selon un type bien répandu dans la région. Le soin de l'exécution et la qualité des moulures rendent probable l'attribution à l'un des architectes royaux ou ducaux. Ces mâchicoulis s'arrêtent devant les tourelles d'angle et la conduite de latrines. Le crénelage ne correspond plus du tout à la disposition d'origine et a été refait au début du XXe siècle selon un dessin publié par Eugène Viollet-le-Duc. En réalité, les ouvertures étaient rectangulaires et donc plus étroites, et recouvertes par une assise continue en saillie. Dans le même sens, la tourelle de guette prolongeant la tour d'escalier relève d'une pure invention de Viollet-le-Duc. Pour caractériser le donjon, il est à retenir que les mâchicoulis en constituent les seuls éléments défensifs ; il n'y a même pas de meurtrières. La prédominance de la vocation résidentielle est évidente. Le rôle défensif du donjon s'adresse plus particulièrement aux bandes armées qui infestent le Valois pendant la guerre de Cent ans : il aurait été incapable de résister à un siège,.

### Les courtines

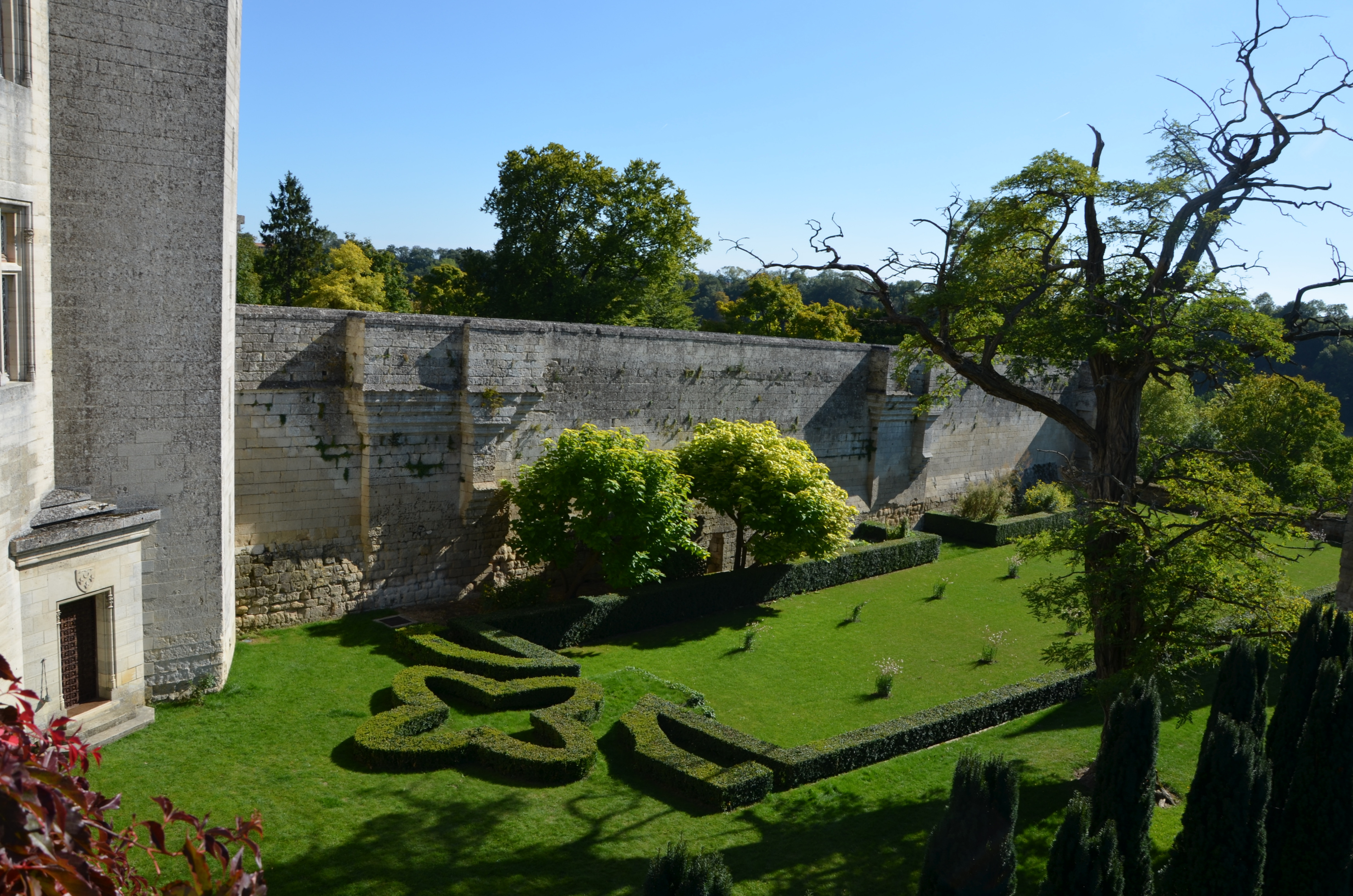
Courtine sud-est, vue depuis la cour.

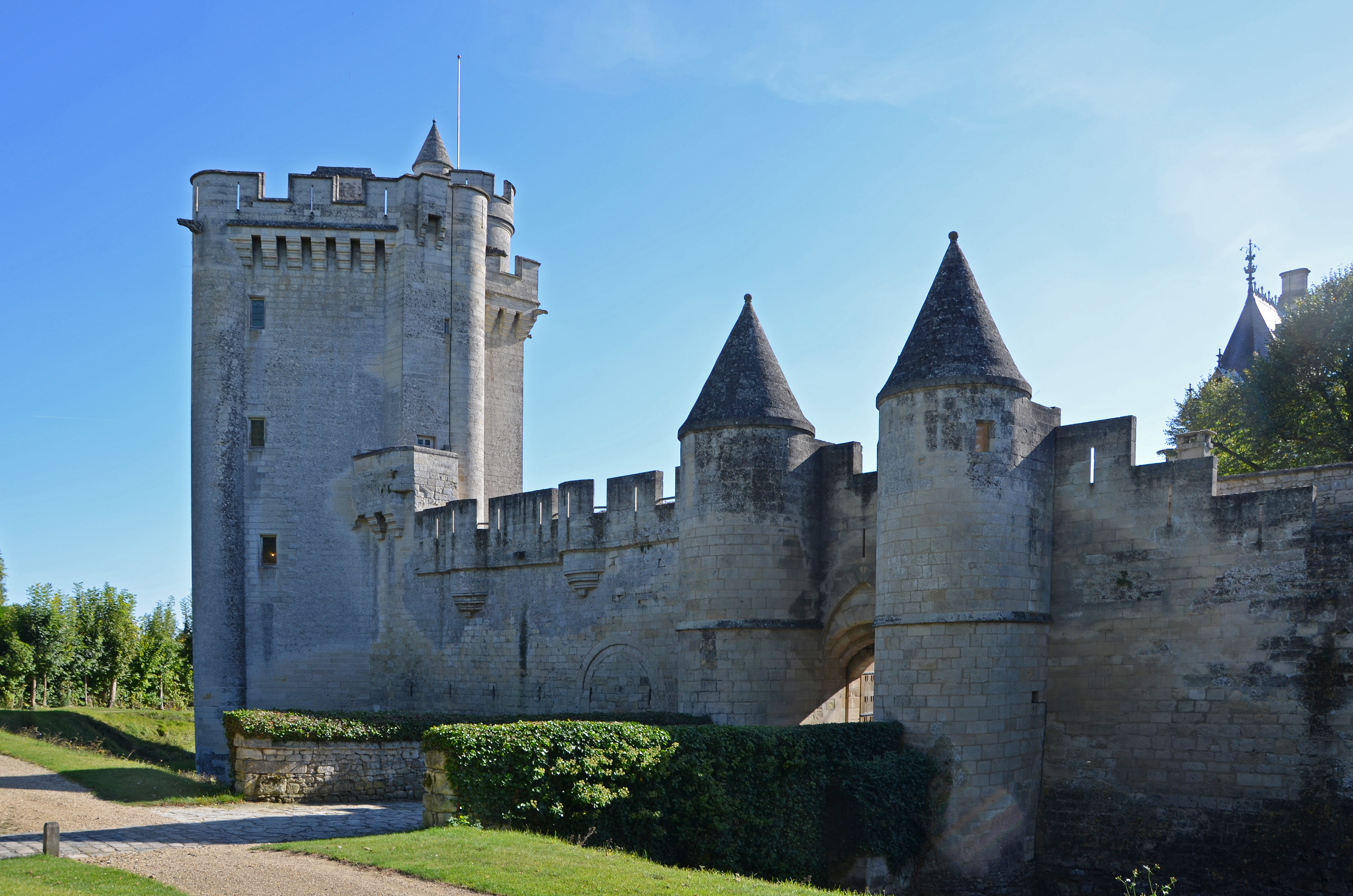
Donjon et courtine nord-ouest.

La courtine sud-est contemporaine du donjon est la plus ancienne et a été construite avec le plus grand soin. Le chemin de ronde est relié au donjon par une porte de la tour d'escalier, entre le premier et le deuxième étage. Vers l'extérieur, elle présente les mêmes mâchicoulis que le donjon. La partie basse est plus épaisse, puis le mur se retraite du côté de la cour moyennant un glacis. L'on trouve le même glacis au nord-est et en partie au nord-ouest, signe qu'il s'agit peut-être dans les deux cas de bases de murs plus anciennes. Des courtines auraient donc existé avant le donjon, mais elles étaient incomplètes. Afin d'obtenir des plates-formes sur le chemin de ronde, deux balcons appuyés sur un quintuple encorbellement débordent sur la cour : cette solution permit une économie de matériaux par rapport à une épaisseur accrue de la muraille au niveau de ces plates-formes. Dans un souci esthétique, un encorbellement rectangulaire supplémentaire est plaqué sur ces dispositif.
La courtine nord-est communique également avec le donjon, mais seulement le début avec les deux premiers mâchicoulis atteint la hauteur initialement prévue. Elle comporte la poterne cantonnée de deux tours rondes aux toits en poivrière. Il convient de regarder cette courtine comme un ensemble avec la moitié attenante de la courtine nord-ouest, construite en même temps, sans doute au XVe siècle. En dessous du glacis, soit à un niveau très bas, l'on note une série de fentes, qui représentent plutôt des barbacanes pour favoriser l'écoulement des eaux que des archères. Elles ne devaient pas se trouver à l'air libre initialement. À gauche de la porterie en approchant du château, une arcade en anse de panier bouchée reste visible ; sa fonction ne peut être expliquée. Les moyens n'étaient pas suffisants pour construire des mâchicoulis. Entre la poterne et le donjon, leur rôle est assumé par deux petites échauguettes en encorbellement, reprenant le profil des mâchicoulis. Ailleurs, les dispositifs de défense se résument à deux échauguettes prenant appui sur des contreforts, les emplacements habituels des encorbellements étant occupés par des modillons.
Dans la suite de la courtine nord-ouest, remplacée par une simple muraille, se situe la petite tour Jeanne d'Arc. Elle est rectangulaire et ne comporte que le rez-de-chaussée et un seul étage, couvert par un toit à deux croupes. La cheminée est bien visible depuis l'extérieur. La tour tient son nom d'une légende, d'après laquelle l'héroïne aurait séjourné près de Vez entre le 15 avril et le 23 mai 1430, et serait venue plusieurs fois inspecter le château. Elle aurait alors écouté la messe dans la chapelle et se serait tenue longtemps dans la tour pour surveiller les environs. — Rien de particulier n'est à mentionner quant à la courtine sud-ouest, sans doute contemporaine des autres constructions du château (XIVe – XVe siècle), mais sans caractère particulier et indatable.

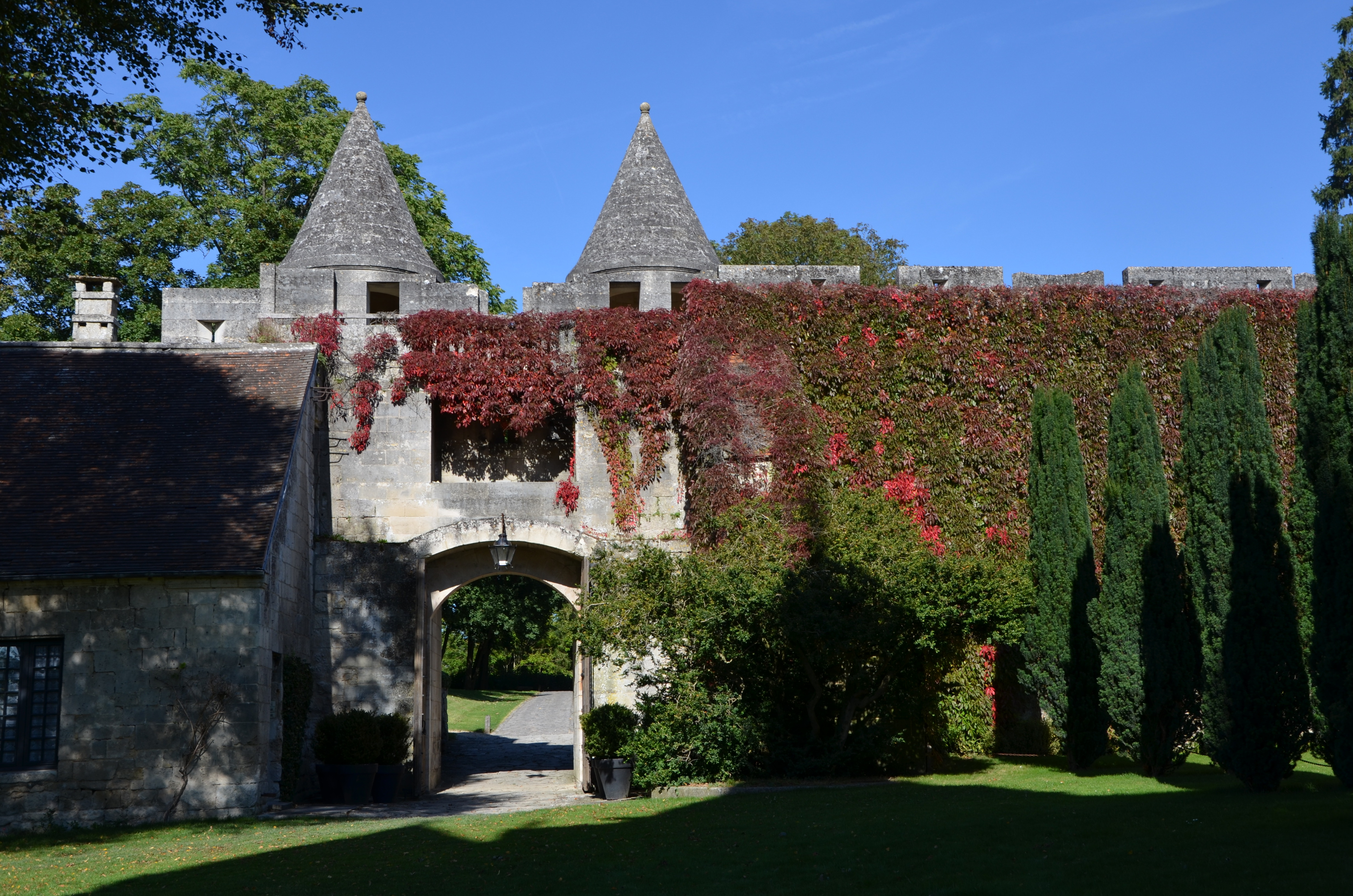
Poterne, vue intérieure.
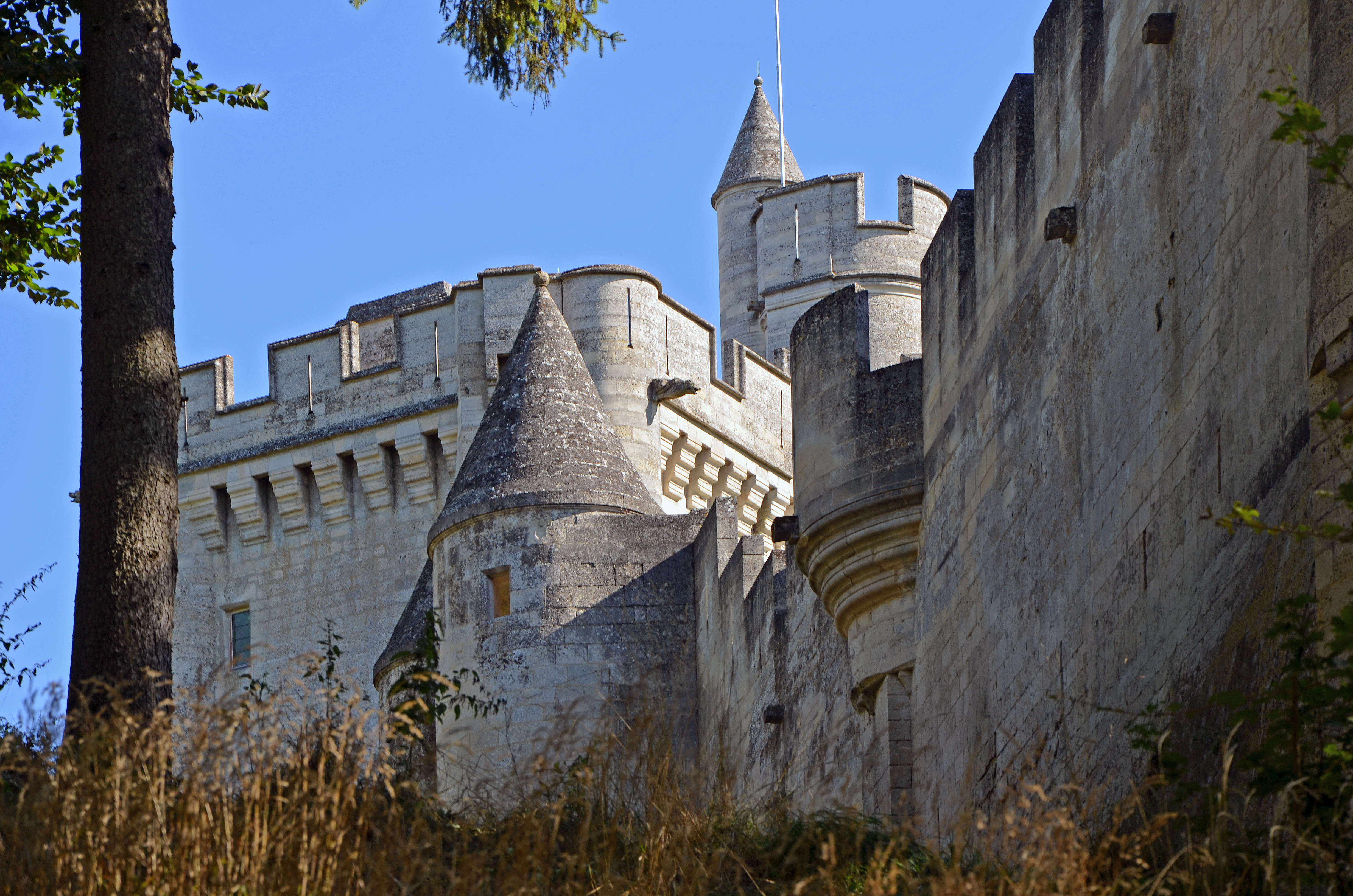
Vue sur le donjon.
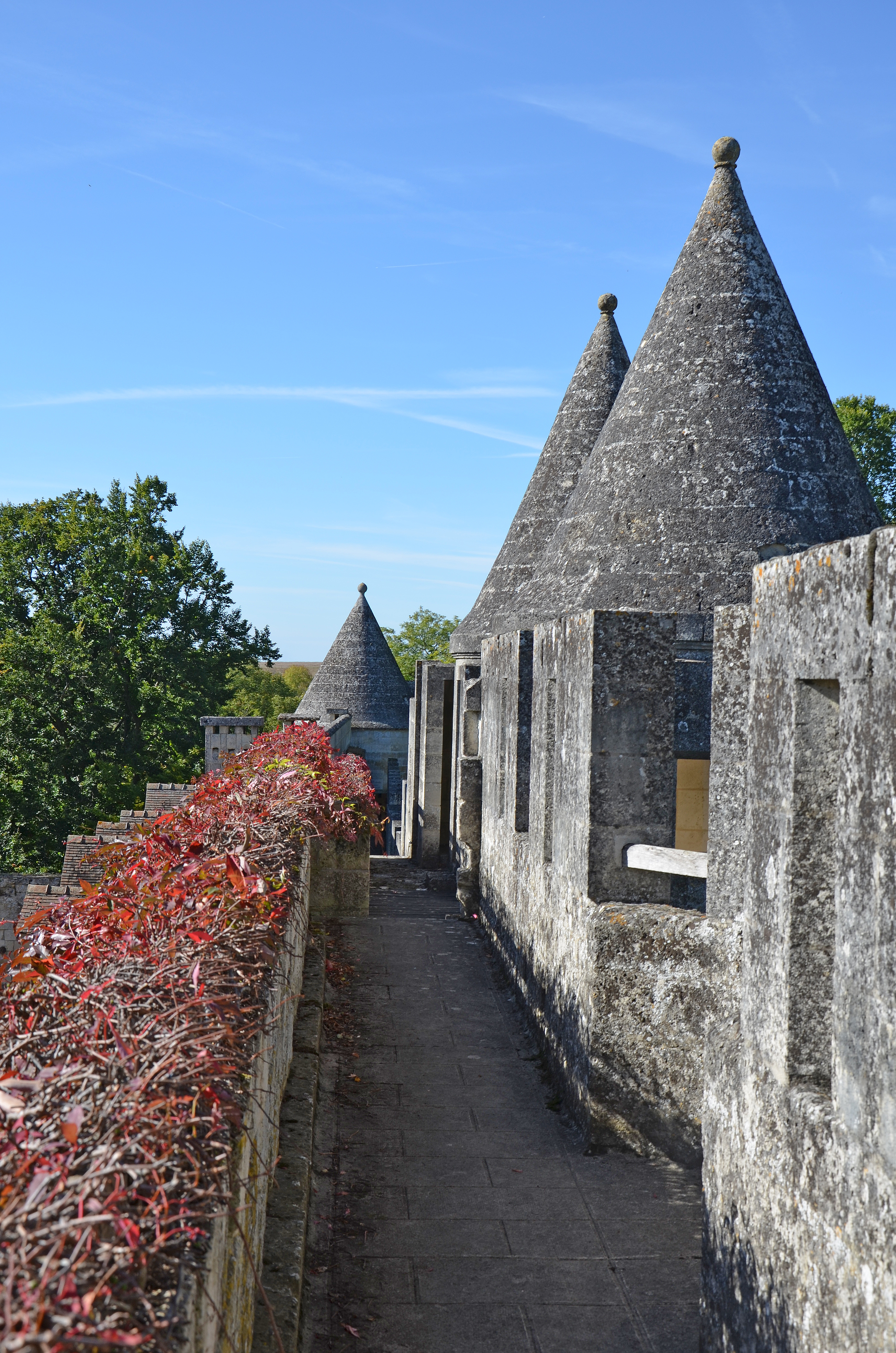
Chemin de ronde.
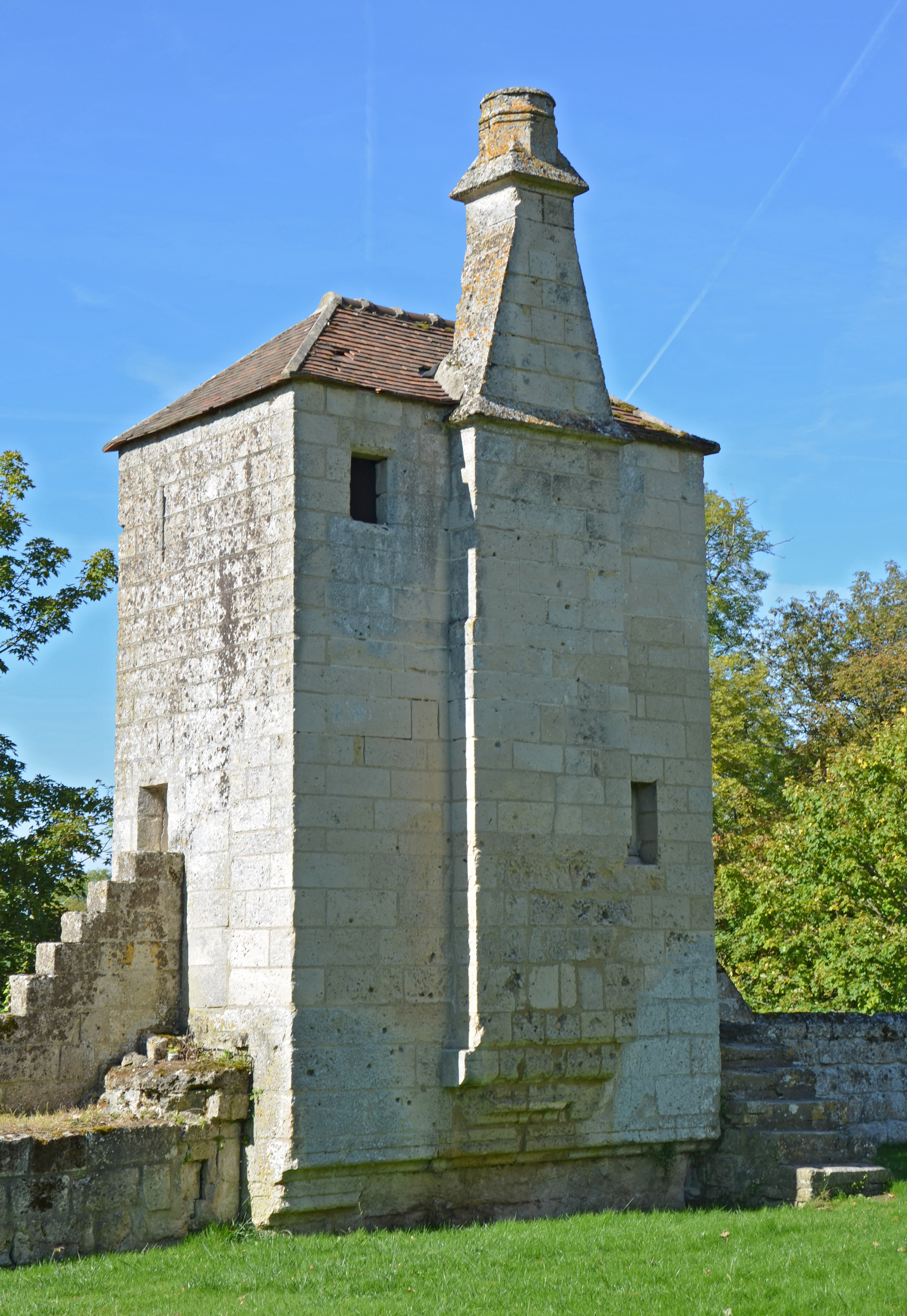
Tour Jeanne d'Arc.
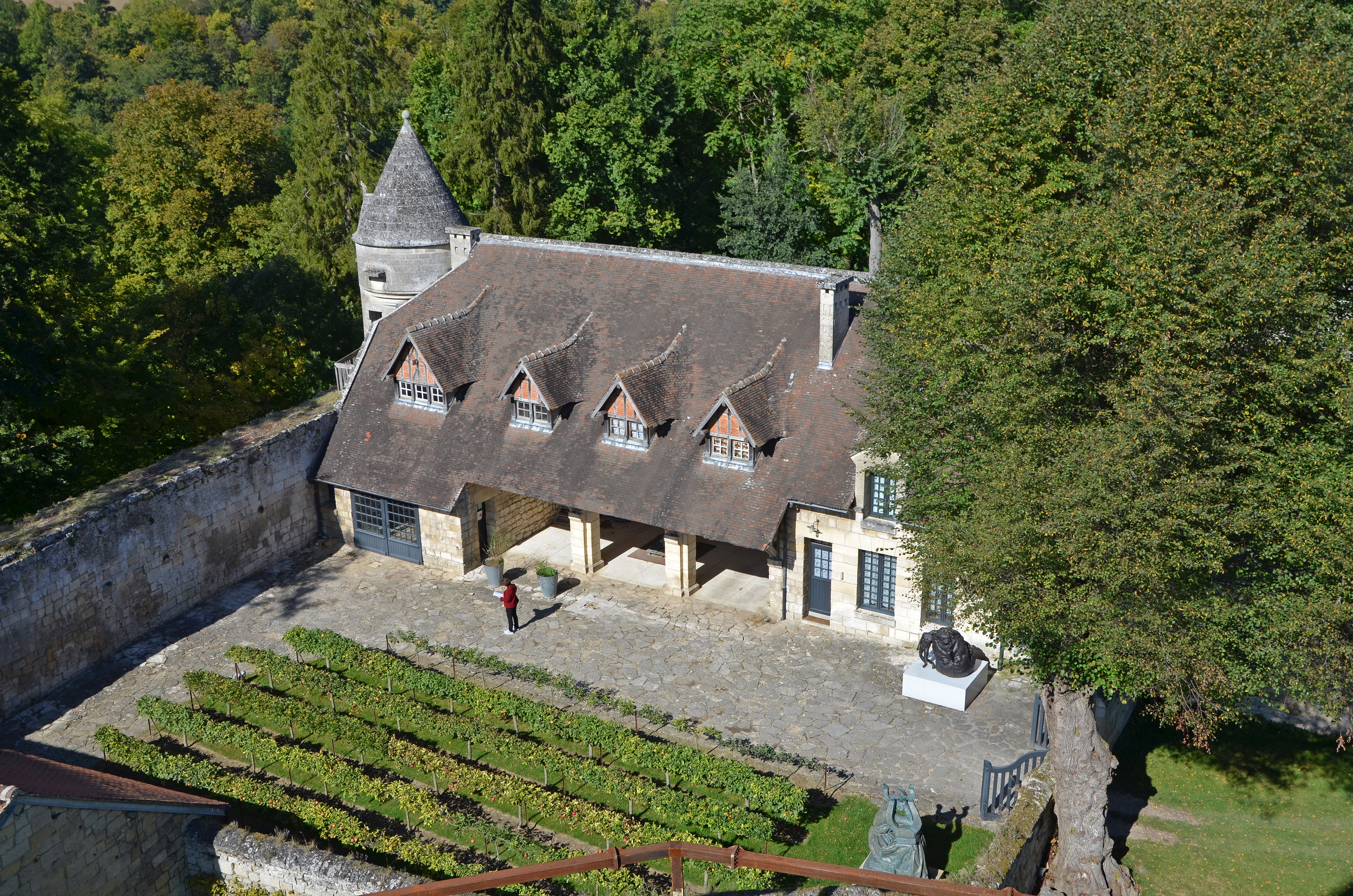
Tour à l'extrémité sud.

### La chapelle

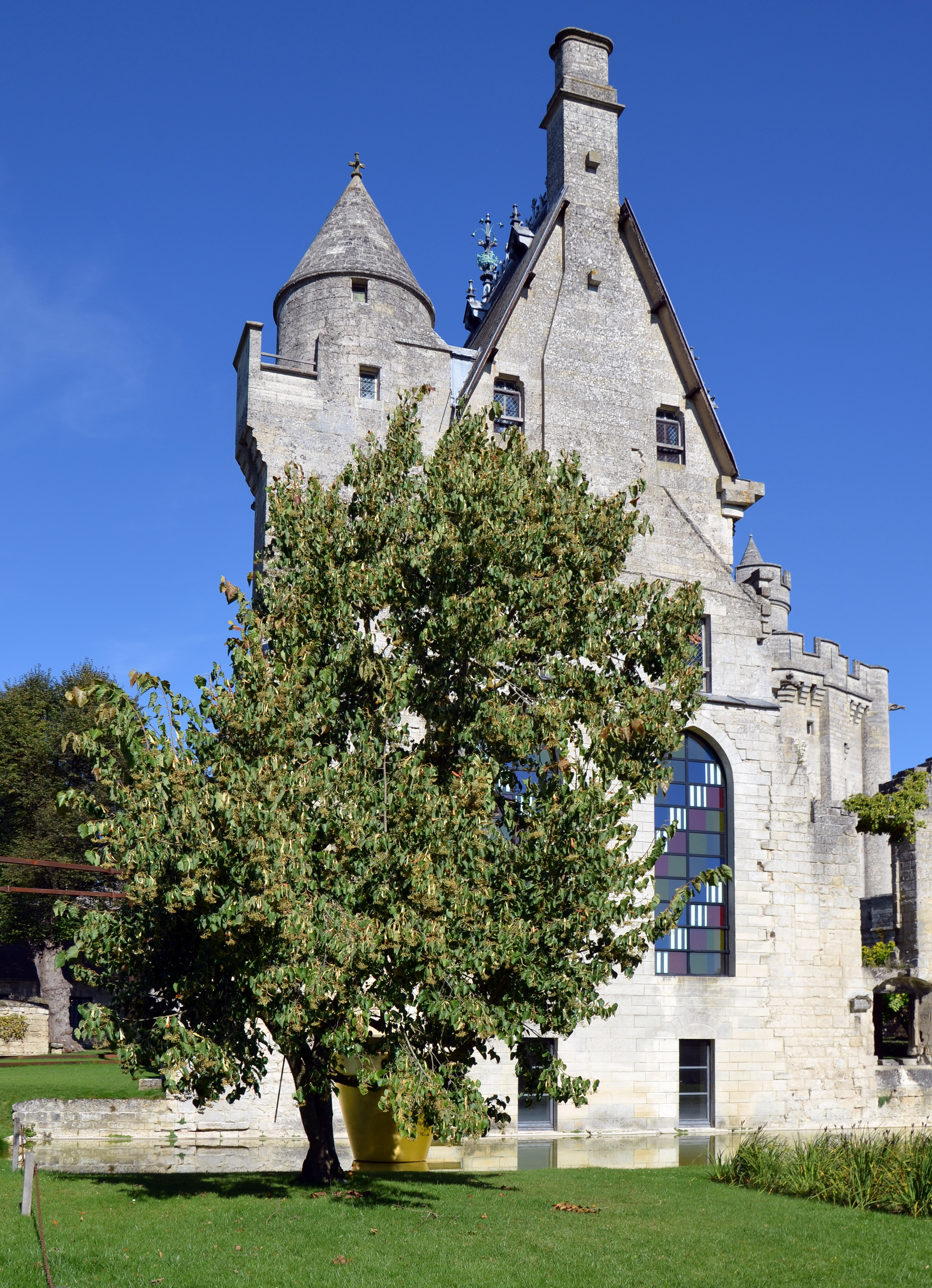
Ancienne chapelle, côté sud.

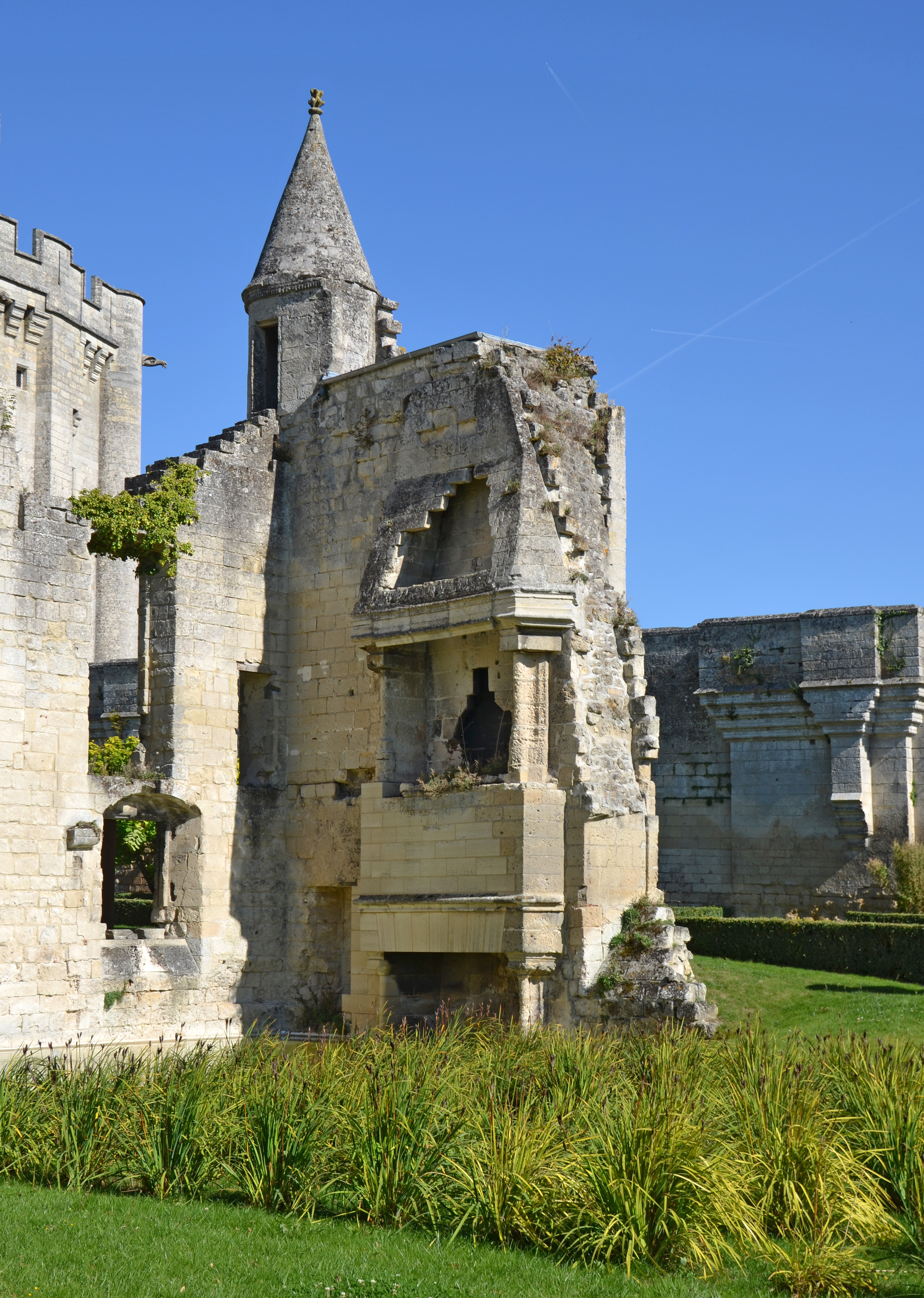
Ancien corps de logis.

Sous Léon Dru et son épouse au début du XXe siècle, la chapelle a fait l'objet d'une restauration particulièrement radicale, et sa physionomie actuelle est assez éloignée du bâtiment d'origine. Son plan hexagonal consiste en l'addition d'une trapèze à un rectangle : la partie septentrionale se caractérise ainsi par des pans coupés. Bien entendu, cette partie ne correspond pas à l'abside, la chapelle n'étant pas liturgiquement orientée, mais au portail. Au sud, la chapelle bute contre le mur gouttereau nord de l'ancien logis ruiné. À l'ouest et à l'est, elle est flanquée par une petite tour rectangulaire s'arrêtant après le premier étage, et à l'ouest, s'y ajoute une tourelle d'escalier polygonal. Cette fois-ci, le guet au sommet de la tour reprend une disposition authentique. Le rez-de-chaussée devait initialement abriter un local de service, éclairé seulement par de toutes petites ouvertures. Un portail Renaissance a été construit au XVIe siècle, et l'intérieur a été aménagé comme caveau familial par Léon Dru. L'étage contient la chapelle proprement dite, reconnaissable par ses trois hautes baies en tiers-point, dont le remplage de deux lancettes surmontées par un oculus et trois trèfles a disparu. Le toit se présente sous la forme d'une terrasse avec mâchicoulis et échauguettes aux angles, et le centre de la terrasse est occupé par une salle décorée extérieurement par des pilastres dans le goût de la Renaissance. Cette salle n'existait certainement pas à l'origine, mais remonte vraisemblablement au XVIe siècle.

### L'ancien logis
Sous la réserve d'une datation exacte de la partie basse des courtines sud-est, nord-est et en partie nord-ouest, le bâtiment le plus ancien du château de Vez est le corps de logis édifié entre 1360 et 1390 pour Hector de Vez. Il comportait un rez-de-chaussée et un étage, les deux chauffés par des cheminées superposées qui subsistent presque entièrement sur le mur pignon sud-est. L'emprise sur le sol est de 23,00 m sur 8,60 m, et un mur de refend devait subdiviser chacun des deux niveaux en deux salles. — Comme déjà évoqué ci-dessus, seulement le mur gouttereau nord-est subsiste en plus du mur-pignon. L'angle entre les deux murs est occupé par une échauguette, partiellement en encorbellement, mais prenant appui au centre sur le contrefort d'angle du mur pignon. Cette échauguette est coiffée d'un toit conique en pierre, et communique avec le chemin de ronde au-dessus de la salle à l'étage. En dessous, l'on peut noter une moulure en pointe-de-diamant. Une échauguette identique devait occuper chacun des trois autres angles de l'édifice. Comme autre particularité, les murs présentent extérieurement des arcs de décharge en plein cintre, reliant les échauguettes à d'étroits contreforts plats. Les fenêtres de dimensions généreuses, la facture des échauguettes et les moulures des consoles des cheminées concordent avec la datation tardive pour la seconde moitié du XIVe siècle.

## De nos jours
Enrichi et restauré par ses propriétaires successifs, le lieu revit aujourd’hui grâce à Caroline et Francis Briest qui ont décidé de donner une nouvelle dimension à ce site avec le désir de mêler architecture, nature et art contemporain.
Dans ce cadre chargé d’histoire, de nombreuses œuvres contemporaines se côtoient, dont :
- le jardin contemporain créé par l'architecte paysagiste Pascal Cribier ;
- la « cour Antoine Bourdelle » avec plusieurs bronzes de l'artiste ;
- l'installation de Jean-Pierre Raynaud dans le bassin ;
- les vitraux de Daniel Buren dans la chapelle ;
- l'installation de François Morellet dans la cheminée de la grande salle ruinée ;
- le Wall Drawing de Sol Lewitt dans le donjon ;
- l'installation de Lee Ufan ;
- la sculpture monumentale de Bernar Venet devant l'entrée ;
- les cabanes de l'artiste japonais Tadashi Kawamata ;
- une sculpture de Robert Couturier dans la cour du château ;
- une œuvre de Felice Varini au dernier étage de la chapelle ;
- une sculpture de Subodh Gupta également au dernier étage de la chapelle ;
- une sculpture de Takis dans la cour du château.

Chaque année plusieurs œuvres sont installées dans le donjon et ses jardins.
Ce jardin est labellisé « jardin remarquable ». Il se visite les dimanches et jours fériés de début avril à fin octobre, ainsi que tous les autres jours de début juillet à la mi-septembre, de 14 h à 18 h, moyennant un droit d'entrée.
Par ailleurs, des expositions d'art moderne et contemporain y sont régulièrement organisées.